# Pteromalus diatatus
Pteromalus diatatus is een vliesvleugelig insect uit de familie Pteromalidae. De wetenschappelijke naam is voor het eerst geldig gepubliceerd in 1851 door Schmidt.